# Pierre-François Gorse
Pierre-François Gorse est un peintre et aquarelliste français contemporain, né le 10 novembre 1945 à Paris, où il est mort le 6 novembre 2011.
Il est le fils du diplomate et homme politique français, plusieurs fois ministre de la IVe et de la Ve République, Georges Gorse. Et le frère ainé de la femme de radio Corinne Gorse, dite Kriss, productrice à Radio France. 

## Formation
Pierre-François Gorse étudie aux Beaux-Arts d'Alger (1960) puis à ceux de Paris où il suit les ateliers de Maurice Brianchon et Gustave Singier.

## Style
Ses peintures de paysages, notamment des marines (bateaux, plages, ciels, oiseaux), expriment une vitalité débridée et joyeuse. Des couleurs chaudes, fauves, des rythmes de couleurs enlevés appelées "formes-sensations" par le dictionnaire Bénézit. Jean-Pierre Delarge qualifie le peintre d'"abstrait dans la veine de Bram Van Velde" dont les "à-plats modulés deviennent des paysages miroitants par regroupements de formes arrondies et de verticales ou de diagonales."

## Fresques
Tout au long de sa carrière, Pierre-François Gorse intervient dans l'architecture avec des mosaïques ou des fresques monumentales : fresque décorative dans la ZUP de Sevran (1972), plafond du groupe scolaire la Baratte, Nevers (1980), fresques pour le groupe scolaire Albert Camus à Chezy, Eure (1981)  et le lycée de Pont-Audemer (1982), pour ne citer que quelques-unes d'entre elles.

## Expositions
Gorse réalise également de nombreuses expositions personnelles (Galerie de France (1969), Maison de la Radio de Bordeaux (1971), centre culturel de Meudon (1973), Office du Tourisme d'Avoriaz (2005)) mais aussi collectives (Salon de l'École Française au Musée d'art moderne de la ville de Paris (1969), Salon de Mai (1975), semaine franco-tunisienne, Sousse (1986)).

## Collections publiques
- Frac des Pays de la Loire, Carquefou[3]